# Murriel Page
LaMurriel Page (ur. 18 września 1975 w Louin) – amerykańska koszykarka występująca na pozycjach silnej skrzydłowej lub środkowej, od zakończenia kariery zawodniczej trenerka koszykarska, aktualnie asystentka trenera drużyny akademickiej z Central Michigan Chippewas.

## Osiągnięcia
Na podstawie, o ile nie zaznaczono inaczej.

### NCAA
- Uczestniczka rozgrywek:
  - Elite 8 turnieju NCAA (1997)
  - Sweet 16 turnieju NCAA (1997, 1998)
  - II rundy turnieju NCAA (1995, 1997, 1998)
  - turnieju NCAA (1995–1998)
- Wybrana do:
  - I składu:
  - All-American (1997)
  - SEC (1997, 1998)
  - Galerii Sław Sportu University of Florida (2009)

### WNBA
- Laureatka WNBA Peak Performers (1999, 2000)
- Liderka WNBA w skuteczności rzutów z gry (1999, 2000)

### Inne
Drużynowe
- Mistrzyni Hiszpanii (2002)
- Wicemistrzyni Hiszpanii (2005)
- Zdobywczyni:
  - pucharu Hiszpanii (2002)
  - superpucharu Hiszpanii (2004)
- Finalistka pucharu Hiszpanii (2008)

Indywidualne
(* – nagrody przyznane przez portal eurobasket.com)
- Zaliczona do*:
  - I składu:
    - ligi hiszpańskiej LFB (2006)[2]
    - zawodniczek zagranicznych LFB (2006)[2]
    - defensywnego ligi hiszpańskiej LFB (2006)[2]

### Reprezentacja
- Mistrzyni pucharu R. Williama Jonesa (1997)